# Димитровград (Бугарска)
Димитровград је град у Републици Бугарској, у јужном делу земље. Град је друго по величини градско насеље Хасковске области.

## Географија
Град Димитровград се налази у јужном делу Бугарске. Од престонице Софије Димитровград је удаљен 260 км, а од најближег већег град, Пловдива, град је удаљен 73 км.
Област Димитровграда налази се у области средишње Тракије. 10ак км северно тече река Марица. 
Клима у граду је измењено континентална са утицајем средоземне.

## Историја
Димитровград је млад град, али је подручје града било насељено још у време Трачана. Затим су следила раздобља владавине више цивилизација: стари Рим, Византија, средњовековна Бугарска, Османско царство.
Град је основан 1947. године државним декретом и добио је име по бугарском комунисти Георги Димитрову. Град су градиле омладинске добровољачке бригаде, које су организоване за тај циљ. 2. септембар 1947. званично је најављено оснивање града, али се његова изградња продужила на неколико следећих година. Град Димитровград настао је спајањем трију већ постојећих села; Раковског, Маријина и Чернокоњова. На изградњи града 1948.-1950. радило је 50.000 омладинаца. Град је плански изграђен у тада савременом духу изградње блокова са вишеспратним зградама.

## Становништво
По проценама из 2007. године град Димитровград имао око 45.000 становника. Већина градског становништва су етнички Бугари. Остатак су малобројни Роми и Турци. Последњих 20ак година град губи становништво због удаљености од главних токова развоја у земљи. Оживљавање привреде требало би зауставити негативни демографски тренд.
Претежна вероисповест становништва је православна, а мали део становништва исповеда ислам.